# Edifici del Banc de València
L'edifici del Banc de València està situat al carrer Pintor Sorolla 2-4, cantonada amb el carrer Joan d'Àustria, a la ciutat de València. La seua construcció es donà per finalitzada el 1942, sent els seus primers projectes de 1934, obra de Javier Goerlich Lleó principalment, ja que hi col·laboraren altres arquitectes.
La imatge imponent que ofereix l'edifici és resultat d'un reajustament del projecte respecte a la proposta original. Goerlich proposà una primera proposta de caràcter racionalista, però el promotor (el Banc de València), no coincidia aleshores amb les idees de l'autor, i demanda una solució regionalista i casticista, pròpia del gust sorgit després de la Guerra Civil.
Va ser la seu central del Banc de València, i des del desembre del 2017 ho és de Caixabank.

## Descripció
Aquest edifici constitueix l'exemple més clar del neobarroc regionalista valencià, mostrant el canvi que sofreix l'arquitectura després de la guerra. Té els seus orígens en la compra que feu el 1931 d'un solar estratègic, aprofitant les reformes interiors de la ciutat. L'any 1934, amb les obres iniciades en estil neobarroc seguint el projecte de Goerlich i Cayetano Borso, el mateix Goerlich i també Antonio Gómez Davó presenten nous projectes seguint l'estètica del moviment modern: la del primer amb formes aerodinàmiques i la del segon inspirada en les formes de Wright. Però cap d'aquestos projectes tindria èxit, finalment Goerlich, ara amb Francisco Almenar presenten en 1935 el disseny que es construirà. Però aquest encara sofrirà modificacions el 1940 per part de Vicent Traver i Antonio Gómez Davó.
Així doncs, l'edifici recull la tendència sorgida després de la guerra civil, que busca una arquitectura local, castissa i monumental. Es tracta d'un edifici clàssic, a la seua façana es mostra una composició clàssica de cossos: base, cos central i remat. La seua presència imponent li ve deguda a la seua posició en cantonada, les seues deu plantes i la solució del xamfrà en corba.
La base de l'edifici conté dues plantes, amb un gran sòcol sobre el qual descansen una sèrie de columnes toscanes. entre aquestes hi apareix l'enreixat, oferint una imatge de protecció que requeria el Banc. El cos central amb sis altures, té una distribució específica de les finestres, amb miradors orientats cap als carrers laterals i una composició en xamfrà centrada en l'eix de la parcel·la. El remat de l'edifici es realitza amb el retranqueig de les dues plantes últimes i la coronació amb un templet circular sobre el xamfrà.
D'aquesta manera el conjunt mostra el xamfrà corb potenciat al màxim, amb una cascada de motius perfectament articulada i graduada en altura, on la decoració és la vertadera protagonista. El punt de trobada entre els dos carrers és el que conté una major inversió i profusió en la decoració.
El programa de l'edifici correspon a les expectatives del promotor, amb plantes específiques per a cada altura. A la planta baixa l'entrada sobre la cotba de la façana és l'espai protagonista. les plantes diàfanes junt a l'accés, i com més altes més compartimentades, responen a les necessitats d'ús. L'escala principal està situada al fons de la parcel·la, sobre el seu eix, al costat d'un pati de llums. Hi han dos patis menors més situats a mitjan camí, i dues escales laterals secundàries que arrenquen del segon pis, emmarcant el xamfrà a l'interior.
Els materials de la façana també són conseqüència de la fragmentació clàssica de l'edifici. La base es defineix amb la combinació de marbres de dos colors que juguen amb les reixes que té elements daurats. El cos central, sobre una base de maons rojos té superposats elements decoratius de pedra calcària combinats amb materials més populars com els taulellets. Aquesta mateixa pedra és la que protagonitza el cos del remat i el templet que corona l'edifici.